# 谷町筋
谷町筋（たにまちすじ）は、大阪市内を南北に走る都市幹線道路の一つである。

## 概要
区間は天満橋交差点（天満橋筋・土佐堀通交点） - 近鉄前交差点（あべの筋・あびこ筋交点）間の約4.7km。全線大阪府道30号大阪和泉泉南線の一部区間に当たり、地下にはOsaka Metro谷町線が通っている。
御堂筋と並んで大阪市内における南北交通の最重要路線の一つである。全線において上下線とも通行可能な（一方通行でない）幹線道路の中で、御堂筋東方部では最も都心部に近い街路である。
谷町筋は上町台地のやや西側の高台を縦断しており、筋の西側の通りはやや勾配のきつい下り坂が多くなっている。特に国道25号線は逢坂と呼ばれ、馬車馬が音をあげたと伝わっている。
大阪市電の敷設に伴い、明治末期には現在の谷町6交差点（長堀通交点）以北および天王寺警察署西交差点以南が拡幅されたが、谷町6交差点 - 天王寺警察署西交差点間は近世依然とした3.3間（約6m）幅のままだった。1958年（昭和33年）に谷町6交差点 - 天王寺警察署西交差点間も拡幅され、1970年（昭和45年）には全線40m幅に拡幅された。1972年（昭和47年）にそれまで市道だった東天満～天王寺警察署西が主要地方道大阪和泉泉南線に編入された。
谷町4交差点（中央大通交点）以北は東側が官庁街となっており、大阪府庁や国の出先機関等が集中している。谷町6交差点 - 谷町7交差点間は周囲に大阪大空襲による焼失を奇跡的に免れた長屋などが多く残っている。谷町7交差点 - 谷町9交差点（千日前通交点）間は谷町筋八丁目寺町の寺院が、六万体交差点付近は天王寺寺町の寺院が連なっており、その他生國魂神社・四天王寺近傍にも寺院が多い。
谷町筋付近に住んでいた力士の熱烈な支援者に因んで、相撲の力士を贔屓にする人を意味する「タニマチ」という言葉がある。

## 路線データ

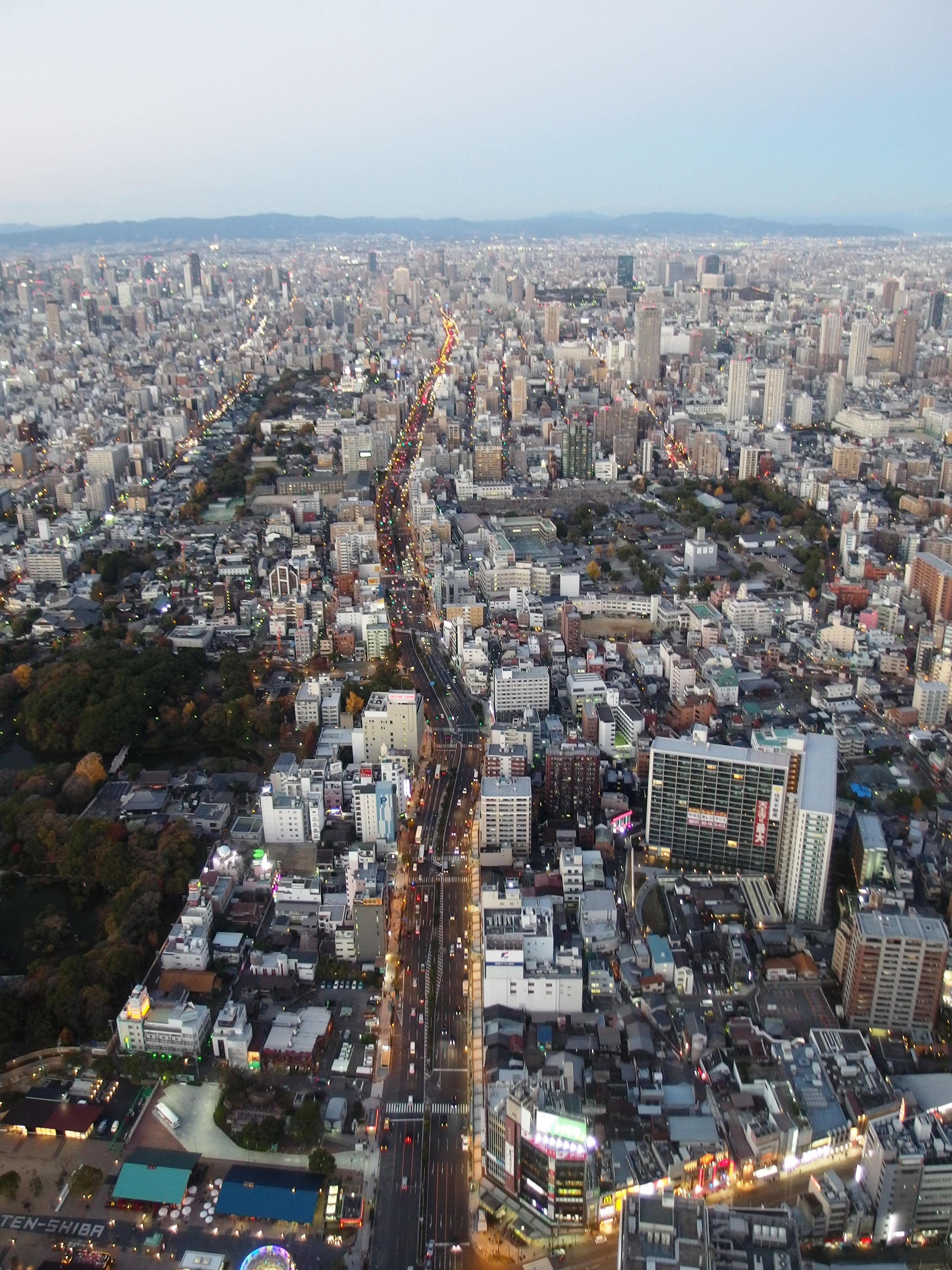
あべのハルカスより見下ろした谷町筋

- 起点：大阪市中央区天満橋京町・大手前1丁目（天満橋交差点）
- 終点：大阪市阿倍野区阿倍野筋1丁目（近鉄前交差点）
- 立体交差部を除いては全線片側3車線の計6車線道路である。天満橋交差点を跨いで天満橋を越えた北側の天満1交差点にかけてはオーバーパスと一体となった高架橋となっており、天満橋は大川を渡る二段式の橋となっている。天満橋交差点では歩車分離式の信号閉塞が行われているため閉塞時間が長くなり、交通容量低下の一因となるため、跨道橋が渋滞緩和に役立っている。 アンダーパスは谷町9交差点と谷町6交差点の2箇所に存在する。供用開始時期は谷九アンダーパスは1968年（昭和43年）であり、地下鉄建設時に一体として計画・建設された。一方、谷六アンダーパスの方は1999年（平成11年）とかなり後となった。特に谷町9交差点は交通量が多く渋滞が頻発していたがアンダーパス開通後は渋滞が大幅に緩和された。

## 沿線情報
地下を  Osaka Metro谷町線 （天満橋駅 - 谷町四丁目駅 - 谷町六丁目駅 - 谷町九丁目駅 - 四天王寺前夕陽ヶ丘駅 - 天王寺駅）が通る。
路線バスは谷町9交差点以南に大阪シティバスと近鉄バスが通る。
中央区
- 天満橋 - 大川
- 天満橋駅 -  KH  京阪本線・中之島線
- 京阪シティモール
- 大阪キャッスルホテル
- OMMビル（大阪マーチャンダイズ・マートビル）
- ホテル京阪天満橋
- 大阪法務局
- 大阪府立大手前高等学校
- 大阪府庁
- 谷町四丁目駅 -  Osaka Metro中央線
- 大阪家庭裁判所
- 大阪府警察本部
- NHK大阪放送局
- 大阪歴史博物館
- 大阪管区気象台
- 谷町六丁目駅 -   Osaka Metro長堀鶴見緑地線

天王寺区
- 谷町九丁目駅 -   Osaka Metro千日前線
- 生國魂神社
- 市立上汐駐車場
- 大阪法務局天王寺出張所
- 大阪夕陽丘学園短期大学・高等学校
- 天王寺警察署
- 大阪星光学院中学校・高等学校
- 四天王寺中学校・高等学校
- 四天王寺
- 一心寺
- 天王寺駅
  - JR  大阪環状線・ 大和路線・ 阪和線
  - Osaka Metro御堂筋線
- 大阪阿部野橋駅 - 近鉄 F 南大阪線
- 天王寺公園
- 大阪市天王寺動物園
- 茶臼山古墳
- あべちか
- 天王寺ミオプラザ館
- 天王寺ミオ本館

阿倍野区
- あべのハルカス
  - あべのハルカス近鉄本店
- あべのアポロ
- あべのルシアス

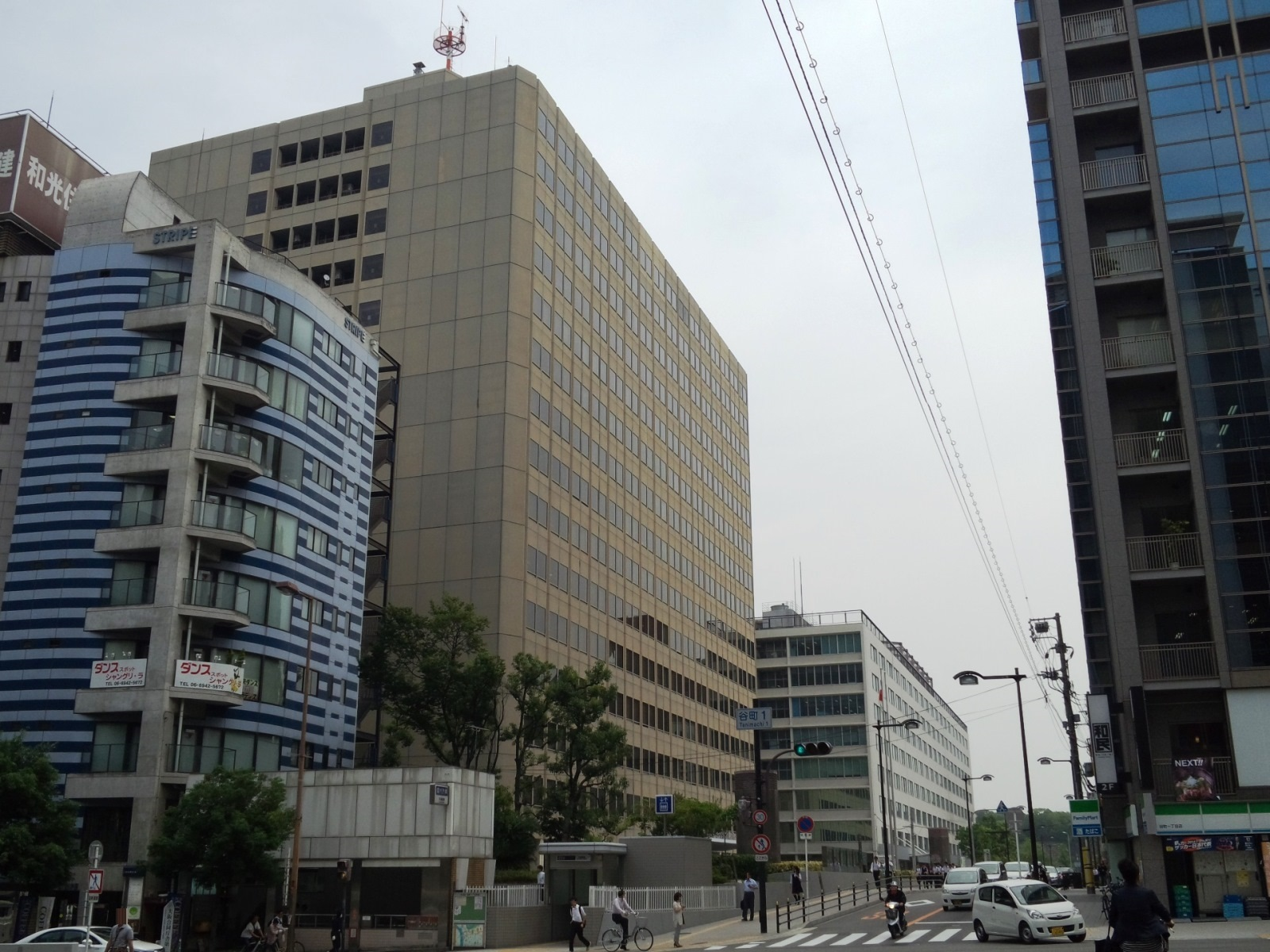
大阪合同庁舎3号館および1号館（奥）
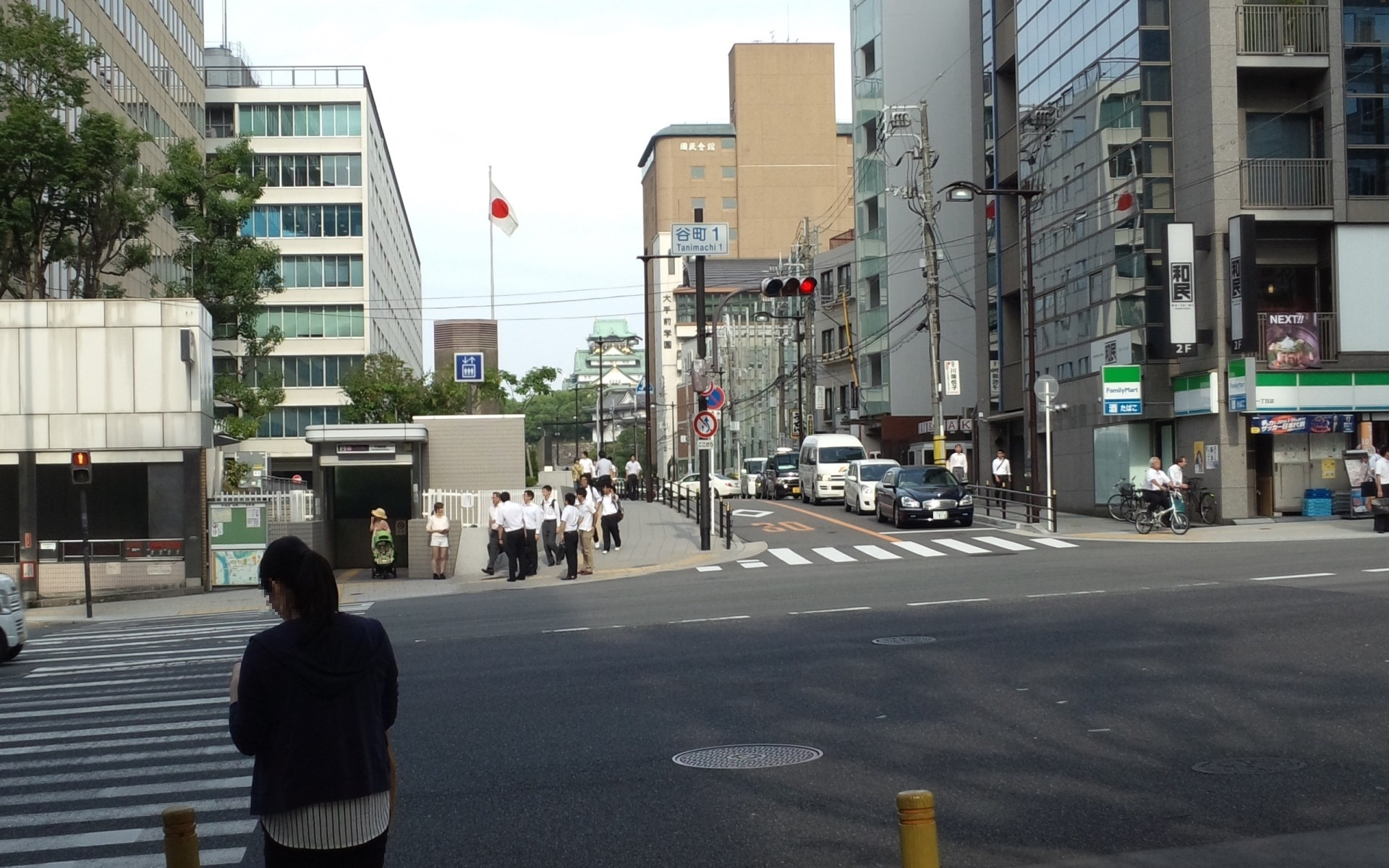
谷町1交差点から望む大坂城
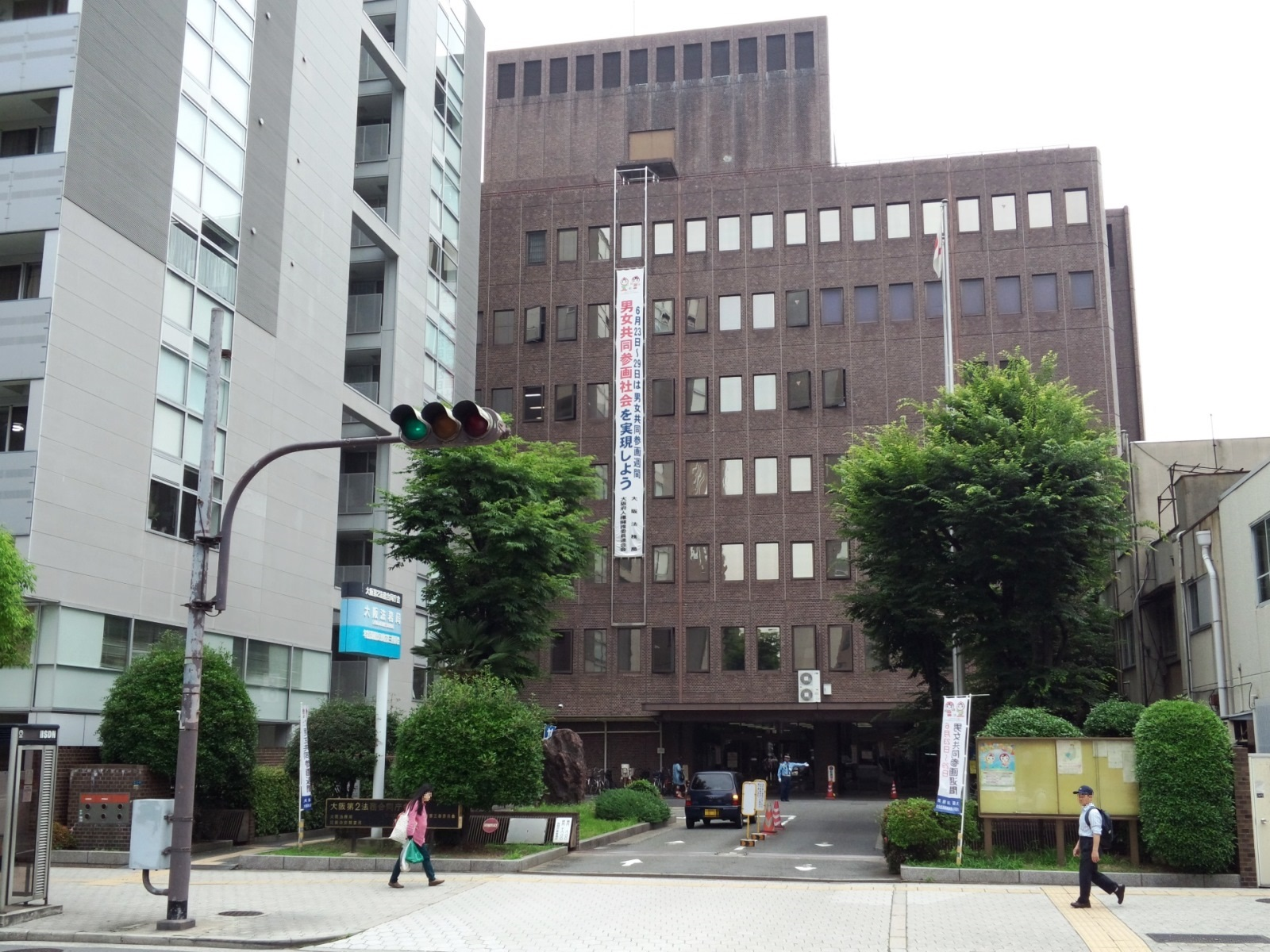
大阪第2法務合同庁舎（大阪法務局）
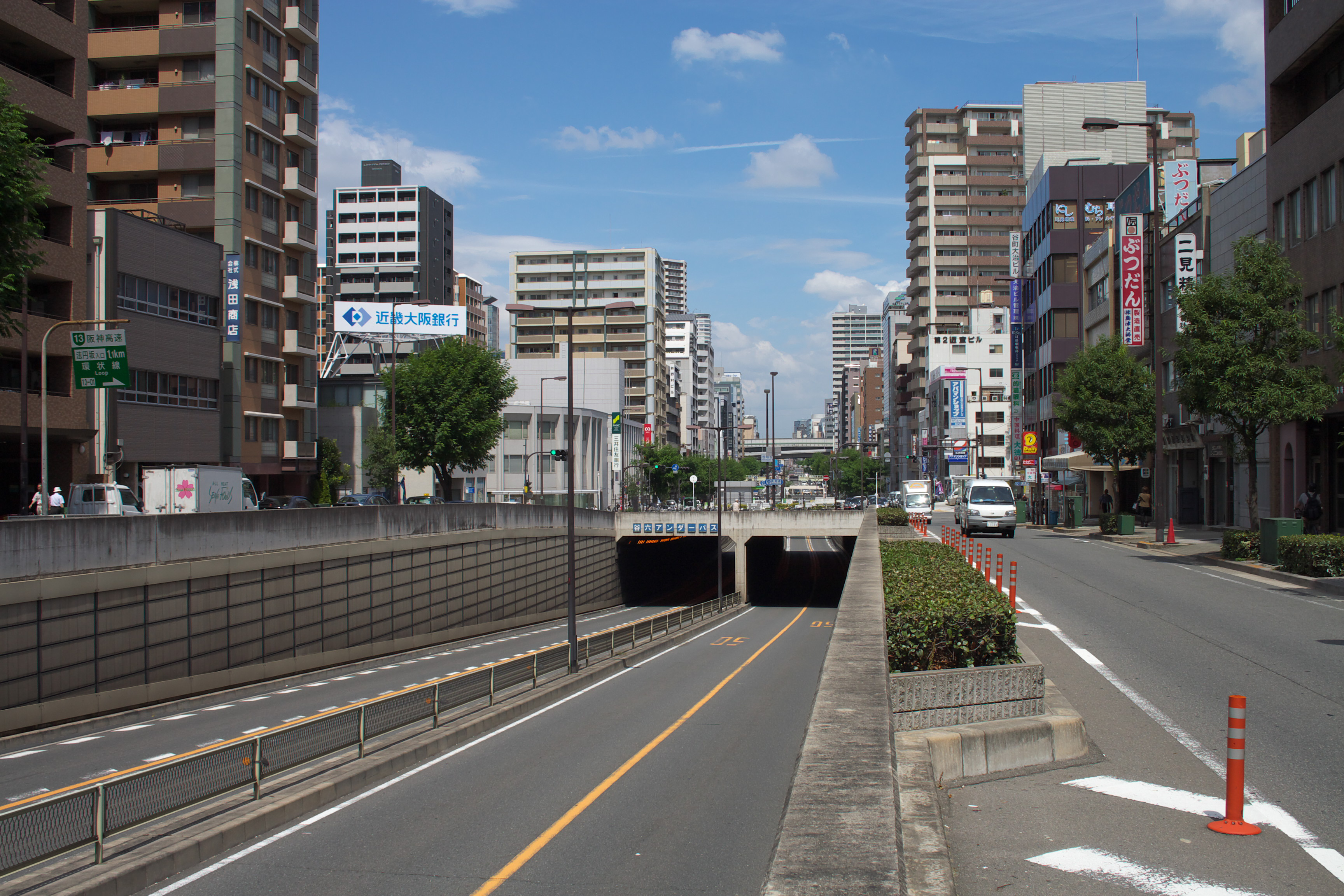
谷町6交差点にあるアンダーパス
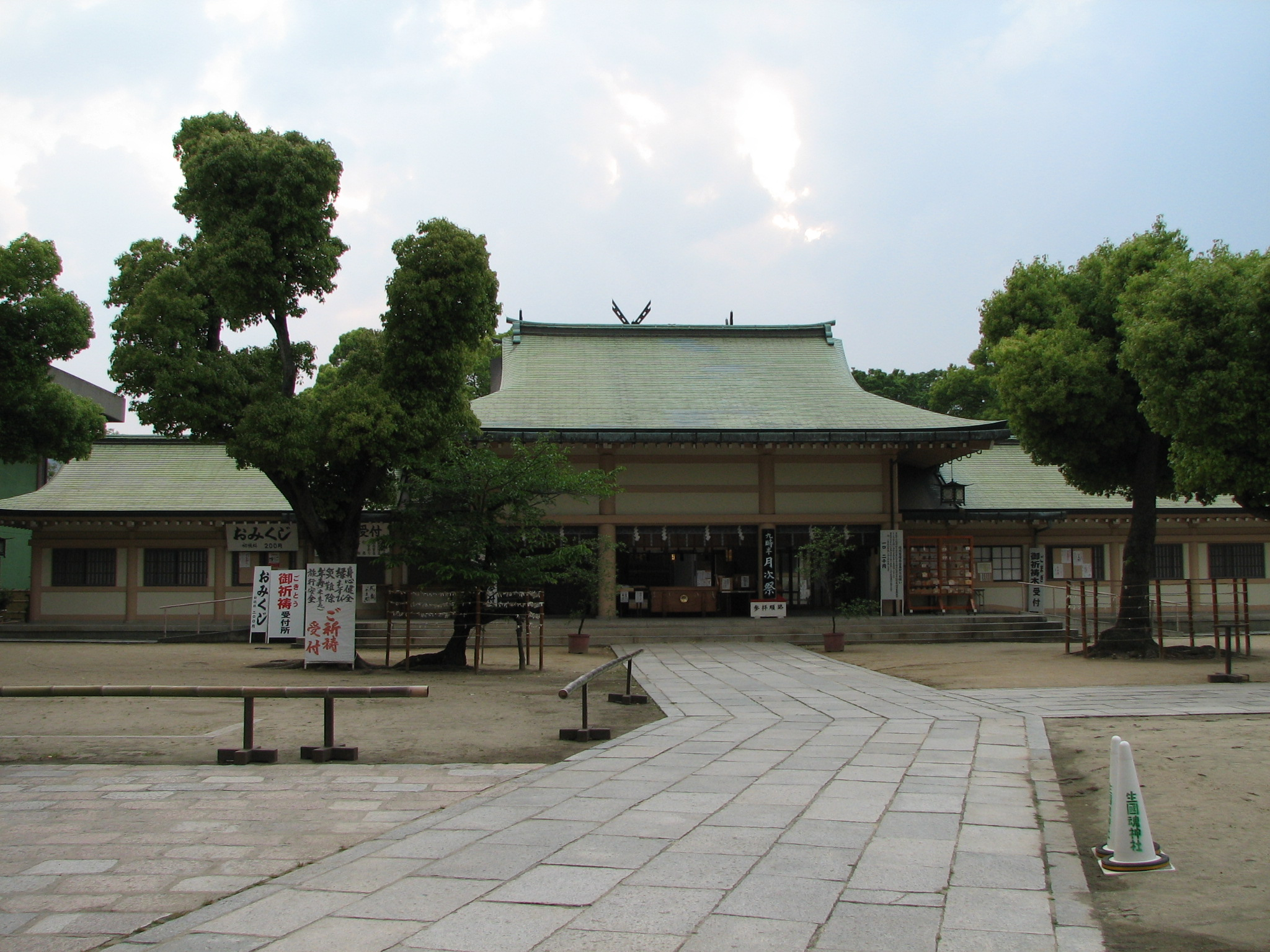
生國魂神社
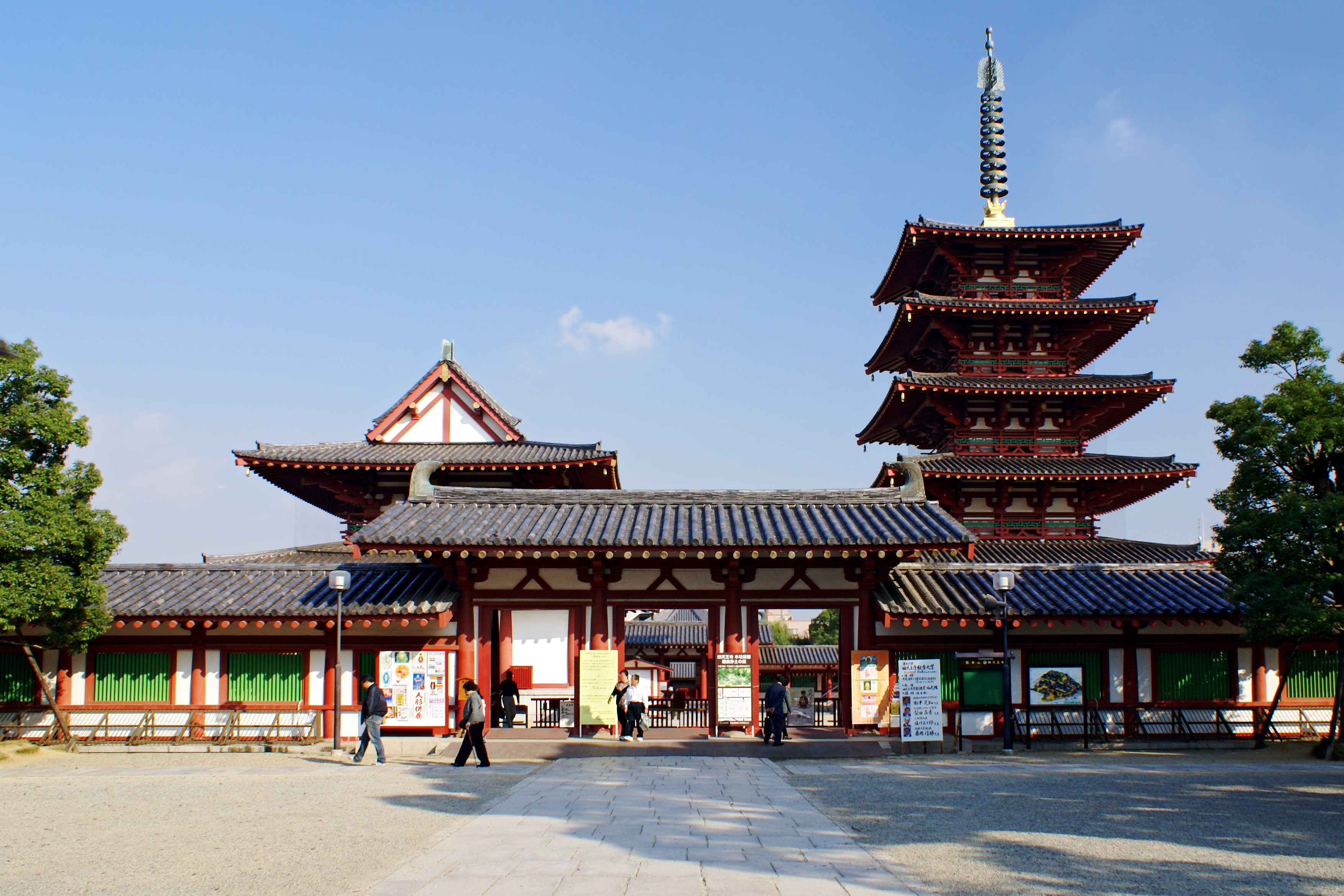
四天王寺
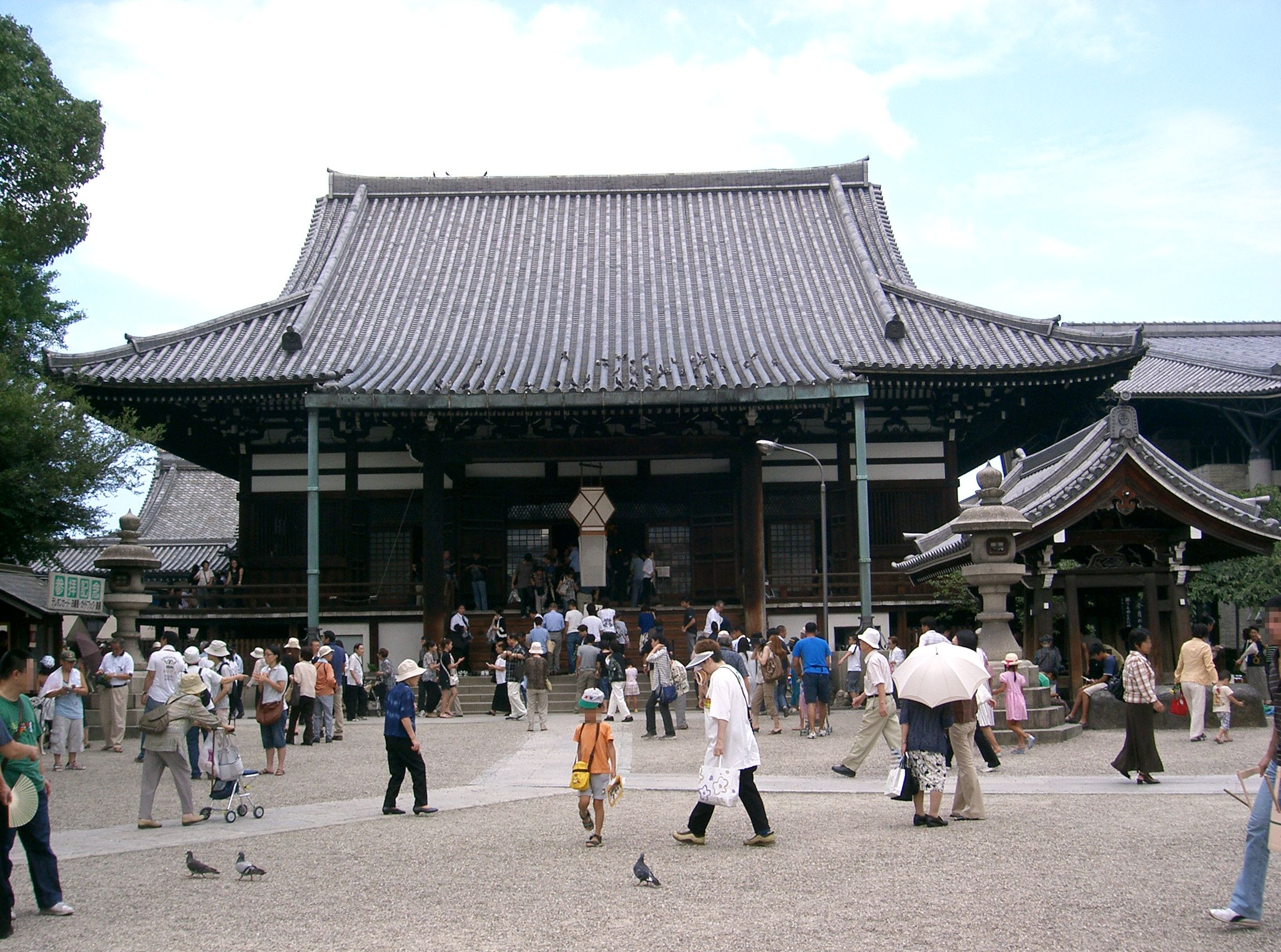
一心寺
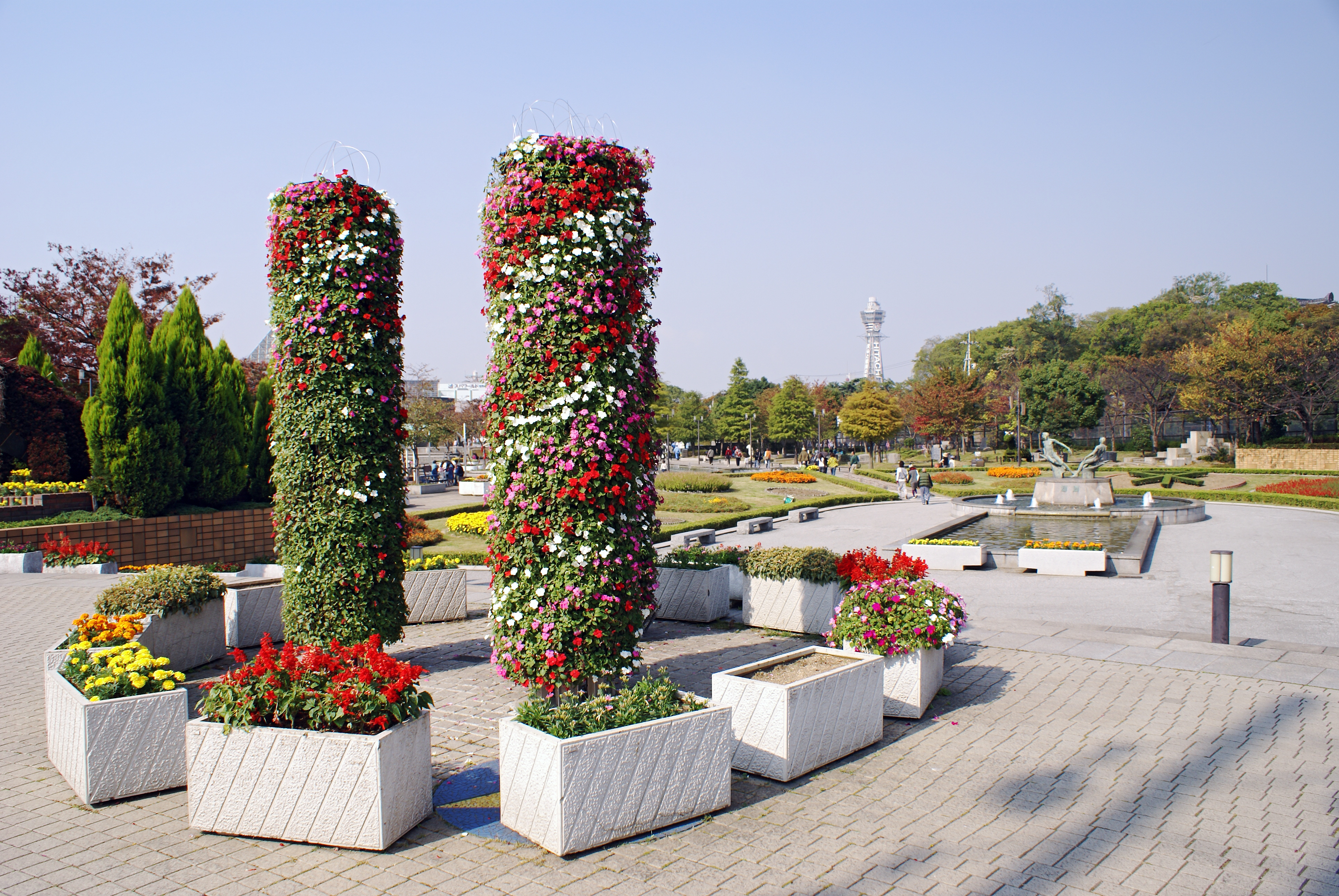
天王寺公園
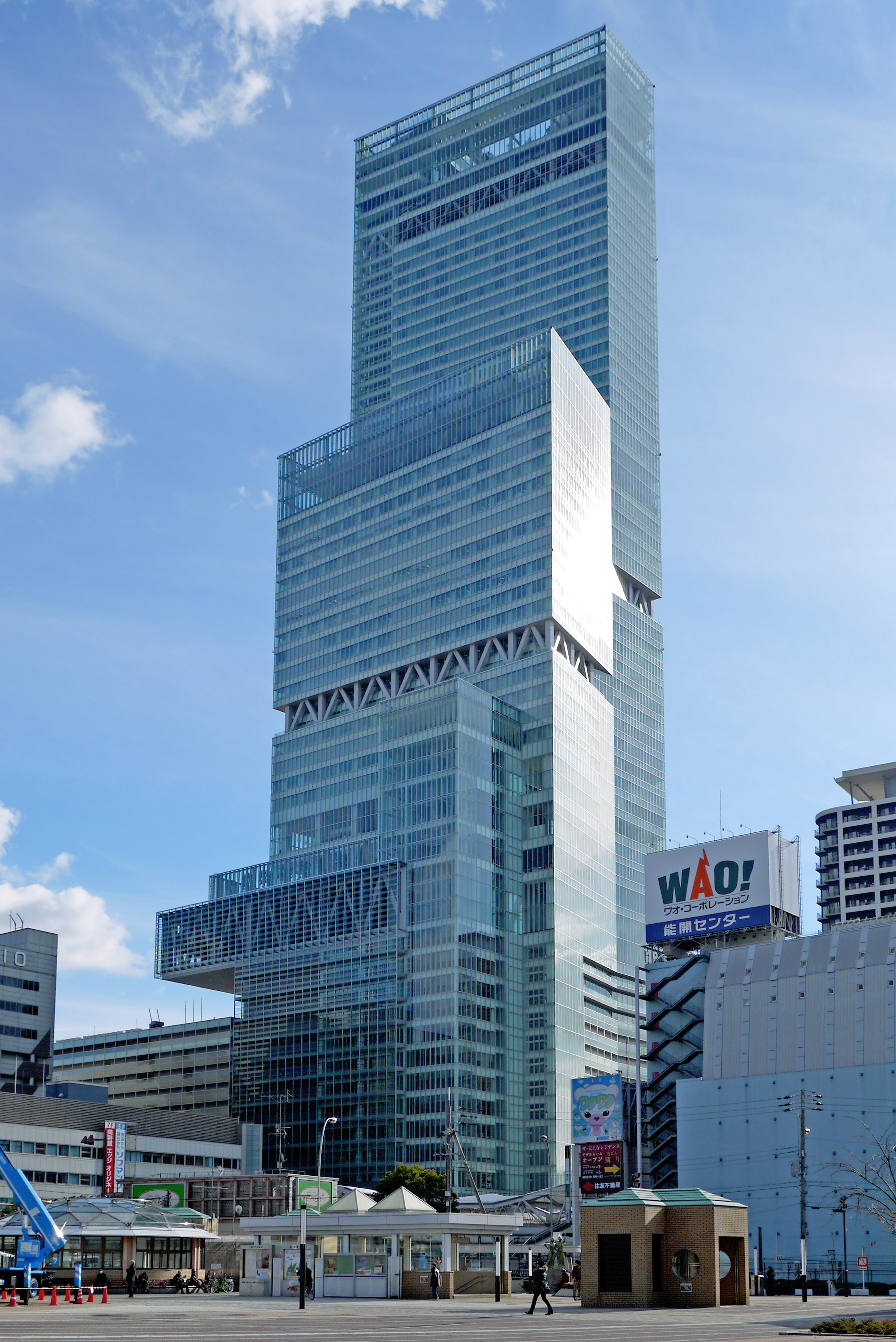
あべのハルカス
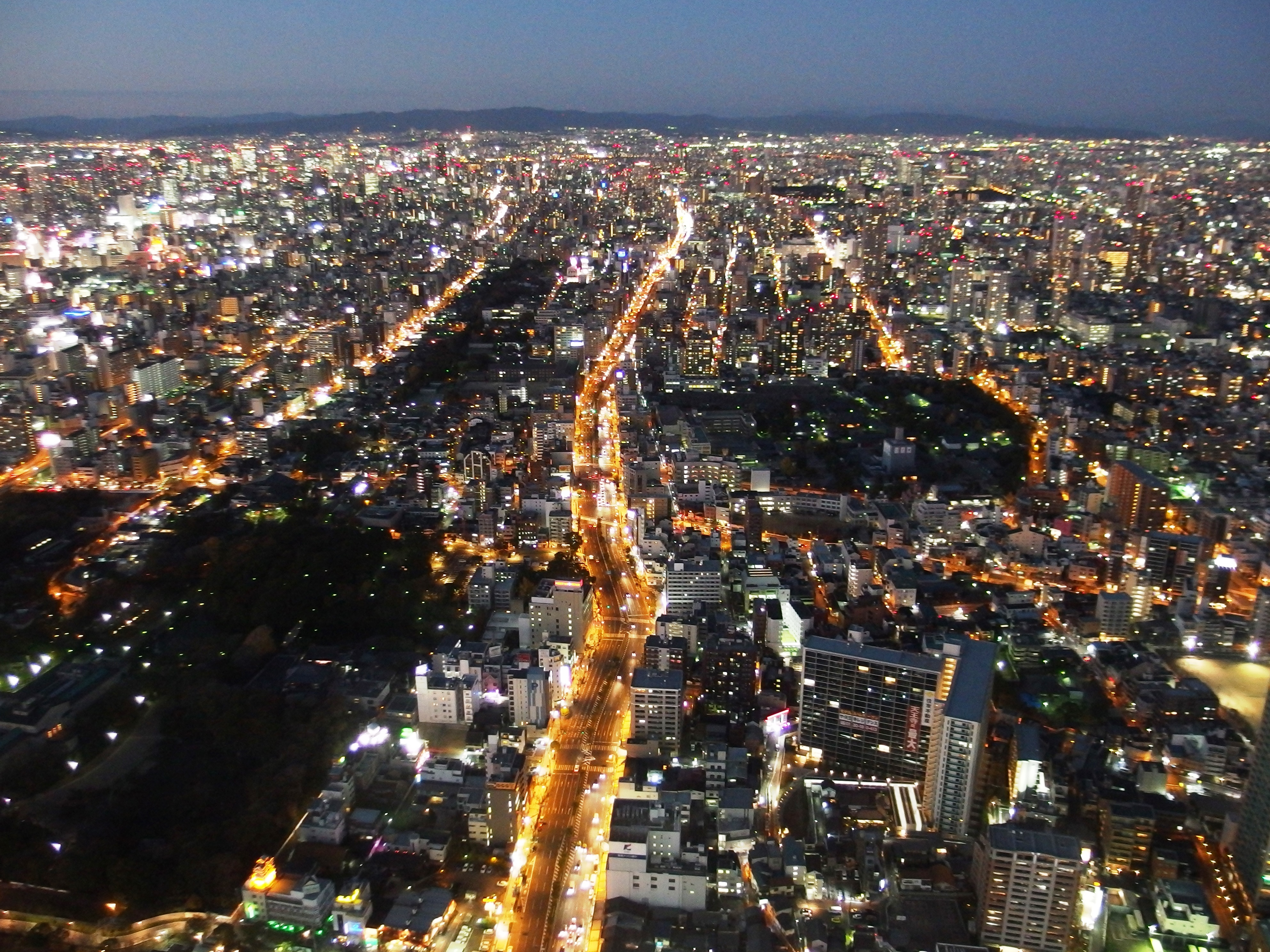
あべのハルカスより望む（上下に延びる3本の光の内、中央の帯）

## 接続する主な道路
- 全線大阪府大阪市内に所在。

| 接続する道路 西← 谷町筋 →東                             | 接続する道路 西← 谷町筋 →東       | 交差点                                | 所在地   |
| ------------------------------------------------------- | --------------------------------- | ------------------------------------- | -------- |
| 天満橋筋 府道30号大阪和泉泉南線（東天満・樋之口町方面） |                                   |                                       |          |
| 土佐堀通 府道168号石切大阪線                            | 土佐堀通 府道168号石切大阪線      | 天満橋 （側道）                       | 中央区   |
| 本町通 市道本町左専道線                                 | 本町通 市道本町左専道線           | 谷町3                                 | 中央区   |
| 中央大通 市道築港深江線                                 | 中央大通 市道築港深江線           | 谷町4                                 | 中央区   |
| 長堀通 国道308号                                        | 長堀通 国道308号                  | 谷町6 （側道）                        | 中央区   |
| 千日前通 府道702号大阪枚岡奈良線                        | 千日前通 府道702号大阪枚岡奈良線  | 谷町9 （側道）                        | 中央区   |
| N/A                                                     | 市道四天王寺巽線 （ 勝山通 方面） | 天王寺警察署西                        | 天王寺区 |
| 国道25号 重複=R165                                      | 国道25号 重複=R165                | 四天王寺前（東行） 四天王寺南（西行） | 天王寺区 |
| 阪神高速14号松原線 天王寺出口 方面                      | 玉造筋 市道恵比須城東線           | 天王寺駅前                            | 天王寺区 |
| 都計尼崎平野線 （国道43号方面）                         | あびこ筋 府道28号大阪高石線       | 近鉄前                                | 阿倍野区 |
| あべの筋 府道30号大阪和泉泉南線（播磨町・千躰方面）     |                                   |                                       |          |